# Dai Takeuchi
Dai Takeuchi (født 31. maj 1992) er en japansk fodboldspiller.
Han har spillet for flere forskellige klubber i sin karriere, herunder V-Varen Nagasaki.